# Curt Siodmak
Curt Siodmak, o Kurt Siodmak (Dresda, 10 agosto 1902 – Three Rivers, 2 settembre 2000), è stato uno scrittore, regista e sceneggiatore statunitense.
Di origine ebraica, autore del romanzo di fantascienza Il cervello di Donovan (Donovan's Brain, 1942), a cui si ispirarono diverse produzioni cinematografiche, è principalmente ricordato per essere stato lo sceneggiatore del film L'uomo lupo (The Wolf Man, 1941), che dopo la sua non memorabile apparizione cinematografica del 1935 (Il segreto del Tibet) diede nuova linfa e la definitiva consacrazione al personaggio dell'uomo lupo, in seguito diventato uno degli otto mostri della Universal. Successivamente passò alla regia.
Siodmak comparve come attore in Metropolis (1927) di Fritz Lang, nel quale interpretò un operaio.

## Opere
(parziale)

### Romanzi
- Il cervello di Donovan o Il cervello mostro (Donovan's Brain), come Il cervello mostro, traduzione di Bruna Del Bianco, Urania 60, Arnoldo Mondadori Editore, 1954; traduzione di Henny Bruzio, Gialli Garzanti 15, Garzanti, 1972.
- I cacciatori di meteore (Riders to the Stars, 1954; con Robert Smith), traduzione di Moca Emanuele, Cosmo 26, Ponzoni Editore, 1959; ne Le piantagioni di Venere I cacciatori di meteore, Cosmo. I Capolavori della fantascienza 12, Ponzoni Editore, 1962.
- Satellite di lusso (Skyport, 1959), traduzione di Mario Galli, Urania 239, Arnoldo Mondadori Editore, 1960.
- La memoria di Hauser (Hauser's Memory, 1968), traduzione di Francesco Greenburger, R70, Garzanti, 1970; Gialli Garzanti 106, Garzanti, 1976. Riadattamento de Il cervello di Donovan.
- Il terzo orecchio (The Third Ear, 1971), traduzione di Maria Paola Ricci Dèttore, Gialli Garzanti 50, Garzanti, 1974.
- Città nel cielo (City in the Sky, 1974), traduzione di Delio Zinoni, Urania 786, Arnoldo Mondadori Editore, 1979.

### Racconti
- Le uova del lago Tanganika (The Eggs from the Lake Tanganyika, 1926), traduzione di Roberta Rambelli, ne Gli anni di Gernsback (1926-1929), Storia della Fantascienza 2, Perseo Libri, 1990

## Filmografia parziale

### Sceneggiatore
- F.P. 1 non risponde (F.P.1 antwortet nicht), regia di Karl Hartl (1932)
- F.P.1, regia di Karl Hartl (1933)
- I Give My Heart, regia di Marcel Varnel (1935)
- Il ritorno dell'uomo invisibile (The Invisible Man Returns), regia di Joe May - storia e sceneggiatura (1940)
- La donna invisibile (The Invisible Woman), regia di A. Edward Sutherland (1940)
- L'uomo lupo (The Wolf Man) (1941)
- Joe l'inafferrabile (Invisible Agent) (1942)
- Aloma dei mari del sud (Aloma of the South Seas), regia di Alfred Santell (1941)
- Frankenstein contro l'uomo lupo (Frankenstein Meets the Wolf Man) (1943)
- Ho camminato con uno zombi (I Walked with a Zombie) (1943)
- Il figlio di Dracula (Son of Dracula) (1943)
- Al di là del mistero (House of Frankenstein) (1944)
- Il ritorno di Montecristo (The Return of Monte Cristo) (1946)
- Tarzan e la fontana magica (Tarzan's Magic Fountain) (1949)

### Regista
- Bride of the Gorilla (1951)
- Il mostro magnetico (The Magnetic Monster) (1953)
- Kurussù la bestia delle amazzoni (Curucu, Beast of the Amazon) (1956)
- Schiavi d'amore delle Amazzoni (Love Slaves of the Amazons) (1957)
- La messaggera del diavolo (The Devil's Messenger) (1961) - Non accreditato

### Soggetto
- La donna e il mostro (1944). Tratto dal romanzo Il cervello di Donovan.
- Il cervello di Donovan, regia di Felix E. Feist (1953). Dal romanzo Il cervello di Donovan.
- L'uomo che vinse la morte (1962). Dal romanzo Il cervello di Donovan.
- La morte viene dal passato (1970), film per la televisione. Tratto dal romanzo Hauser's Memory (riadattamento de Il cervello di Donovan).